# Оклі (Міннесота)
Оклі (англ. Oklee) — місто (англ. city) в США, в окрузі Ред-Лейк штату Міннесота. Населення — 413 особи (2020).

## Географія
Оклі розташоване за координатами 47°50′20″ пн. ш. 95°51′3″ зх. д. / 47.83889° пн. ш. 95.85083° зх. д. (47.838992, -95.850796).  За даними Бюро перепису населення США в 2010 році місто мало площу 1,55 км², уся площа — суходіл.

## Демографія
Згідно з переписом 2010 року, у місті мешкало 435 осіб у 195 домогосподарствах у складі 110 родин. Густота населення становила 281 особа/км².  Було 225 помешкань (145/км²).
Расовий склад населення:
| - 88,3 % — білих - 9,0 % — корінних американців - 0,2 % — азіатів |

До двох чи більше рас належало 2,5 %. Частка іспаномовних становила 0,7 % від усіх жителів.
За віковим діапазоном населення розподілялося таким чином: 24,6 % — особи молодші 18 років, 54,0 % — особи у віці 18—64 років, 21,4 % — особи у віці 65 років та старші. Медіана віку мешканця становила 39,3 року. На 100 осіб жіночої статі у місті припадало 102,3 чоловіків;  на 100 жінок у віці від 18 років та старших — 101,2 чоловіків також старших 18 років.
Середній дохід на одне домашнє господарство  становив 43 956 доларів США (медіана — 37 500), а середній дохід на одну сім'ю — 54 541 долар (медіана — 45 938). Медіана доходів становила 29 375 доларів для чоловіків та 26 563 долари для жінок. За межею бідності перебувало 15,8 % осіб, у тому числі 19,1 % дітей у віці до 18 років та 17,3 % осіб у віці 65 років та старших.
Цивільне працевлаштоване населення становило 220 осіб. Основні галузі зайнятості: мистецтво, розваги та відпочинок — 26,8 %, виробництво — 15,5 %, освіта, охорона здоров'я та соціальна допомога — 15,5 %.